# Cask strength
Cask strength è un termine usato nella produzione di whisky per descrivere la gradazione alcolica del whisky durante l'invecchiamento in botte, tipicamente nell'ordine del 60-65%.
La maggior parte del whisky imbottigliato viene poi diluito con acqua per portare la sua gradazione ad un livello che sia meno costoso da produrre e più gradevole alla maggior parte dei consumatori, di solito circa il 40%. Il whisky cask strenght invece non subisce alcuna diluizione e solitamente è prodotto per il segmento più alto del mercato.